# 野依豊
野依 豊（のより ゆたか、1946年8月31日 - 2017年1月30日）は、日本の元レーシングドライバー。東京都出身。
天才的な速さを持ち、いすずとトヨタのセミワークスで活躍する。通算22回レースに出場し優勝が5回（勝率22.7％）と好成績を残したが、1968年に事故に遭い21歳で引退。

## 経歴
父は自動車のケミカル関係の会社を経営。小学校では柔道、中学校では野球、高校では水上スキーを行い、高校３年で水上スキーの全日本選手権に最年少で出場し12位前後の成績を収めたという。
立教高校の同級生に、三村建治、舘信秀、小平基などがおり、彼らが作ったレースチーム「ロッドベンダーズ」に勧誘され加入。
1965年4月に立教大学・経営学部に進学。同年5月の「クラブマン鈴鹿」でトライアンフ・TR4でデビューし13位。同年8月の「KSCC1時間レース」ではホンダ・S600で13位、プリンス・スカイライン2000GTで8位。同年9月の「ゴールデンビーチトロフィー」にノーマルエンジンのスカイライン2000GTで出場し、途中でスピンを喫するも、最終的には2位に10秒以上の差を付け初優勝。同年11月の「PMCSパレスカップ」と「ストックカー&スポーツカーレース」でも優勝し、デビューした1965年に3勝を挙げる。
1966年4月の「ゴールデンビーチトロフィー」で2位。同年5月の「第3回日本グランプリ」で10位、「スポニチチャンピオンシリーズ」で10位（いずれもホンダ・S600）。いすずから声がかかりいすゞ・スポーツカークラブ（ISCC）に加入。同年6月の「鈴鹿1000キロ」でいすゞ・ベレット1500で9位（柿沼義治とペア）。同年9月の「スズカセプテンバーレース」でベレット1600GTに乗り優勝。同年11月の「全日本ドライバー選手権レース」でベレット1600GTに乗り優勝。
1967年もいすゞ系ドライバーとしてベレット1600GTでレースに出場。
1968年にトヨタ・モータースポーツクラブ（TMSC。事実上のセミワークス）に加入。同年3月の「富士300キロ」でトヨタ・1600GTに乗りポールポジションからぶっちぎりの独走を見せるも、クラッチトラブルで2位。同年5月の「第5回日本グランプリ」のS&Tクラスにトヨタ・1600GTで出場するが、300Rでライバルメーカーのドライバーに接触され、イン側の土手を駆け上がって逆さまに落下。屋根が押しつぶされ頸椎損傷の重傷を負った。
この怪我のため両腕から下の自由を失い、以後ほぼ寝た切りの生活を送った。
2017年1月30日、70歳で死去。

## エピソード
- トライアンフ・TR4で鈴鹿を初走行した際、難所の130Rでいきなり15度ほどのスリップ角を付けてドリフト走行したという。トライアンフに同乗した[9]三村建治は「野依は免許を取り立てで鈴鹿は初走行。普通は絶対にできないこと。ロッドベンダーズの先輩（三村や舘信秀たち）が初心者の野依にまったく歯が立たない。野依の走りの才能には驚かされた。間違いなく世界レベル」と語っている[8]。
- 同じトヨタ系ドライバーだった川合稔のライバルと見なされていたという。野依は「TMSCの上にトヨタのワークス（チーム・トヨタ）があり、昇格するためには川合君に絶対負けるわけにいかない。でも日常は仲よくしていた」と語っている[8]。
- 1968年5月の「日本グランプリ」のレース前の状況を、野依は「お前は狙われているから注意しろと周囲から言われた。僕が速いことがライバルにも知れ渡っていたのだろう。走っていて、これは何かやられるかも知れないと思った」と語っている[8]。
- ほぼ寝た切りの生活だったが、特別な装置を付けた自動車を運転していたこともあるという。野依いわく「教習所の先生から『どうしてそんなに運転がうまいのか』と聞かれた」とのこと[8]。
- 寝た切りの生活でも明るく前向きに過ごしていたという。身の周りの世話をするヘルパーは「野依さんは人柄が明るいので、入浴などのサービスを行う皆さんにとても人気がある。野依さんの明るさがお世話をする皆さんにとって救いになっているのかもしれない」と評している。[8]